# ماسه‌ماهی کمربنددار
ماسه‌ماهی کمربنددار (نام علمی: Serranus subligarius) نام یک گونه از تیره هامورماهیان است.